# День посадки деревьев

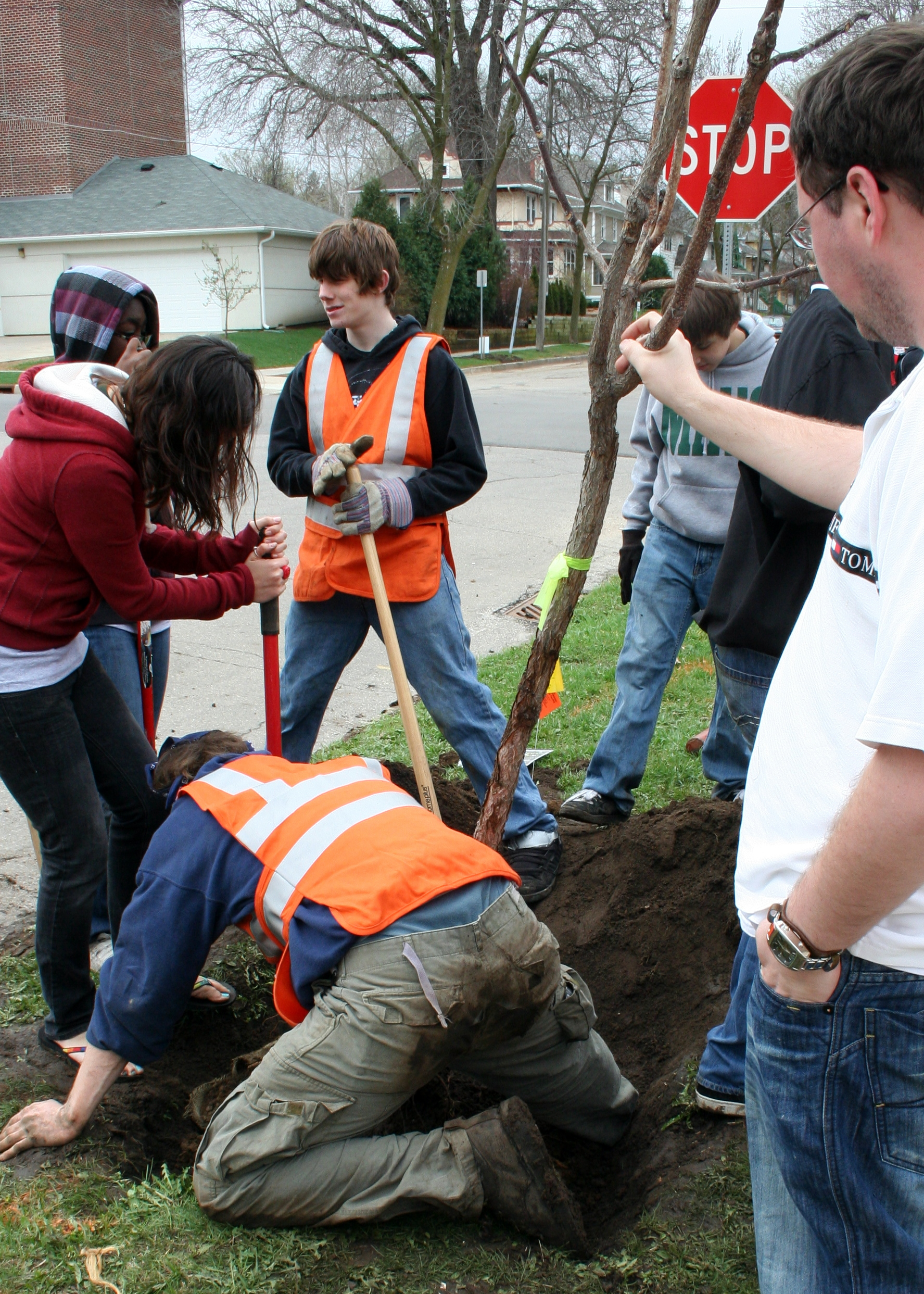
«День деревьев» в Миннесоте, 2009

«День посадки деревьев» («День лесопосадок», «День деревьев», «День дерева») — своеобразный праздник, который отмечается в ряде стран мира, и, как видно из его названия, связан с посадкой деревьев, восстановлением утраченного леса или стремлением озеленить и окультурить городские и пригородные территории: парки, скверы и т. д.
День посадки деревьев имеет почти полуторавековую историю. Его основателем стал американский ботаник, фермер, министр сельского хозяйства Стерлинг Мортон в 1874 году. Первый День посадки деревьев прошёл в городке Небраска-Сити (штат Небраска, США).
В СССР в своё время он был одним из популярных и массовых экологических праздников. В Россию идея посадки лесов при помощи школьников проникла в последнее десятилетие XIX века (особо пропагандировал её лесовод М. К. Турский).

## История праздника
В 1872 году в штате Небраска (США) на заседании Управления сельского хозяйства штата, секретарь территории Дж. Мортон, предложил ежегодно проводить день, посвященный озеленению территорий. Участники заседания поддержали Мортона, а жители штата приняли активное участие в данном мероприятии. Успех акции был ошеломляющим: во время проведения первого праздника, который назвали «День деревьев» (англ. Arbor Day), было высажено около миллиона деревьев. Спустя 10 лет «День дерева» стал официальным праздником штата. Спустя век, в 1970 году, этот день стал национальным праздником, и его переименовали в День Земли. В 1990 году событие приобрело международный размах и теперь, 22 апреля, отмечается, как Международный день Матери-Земли.
Однако, пока «День деревьев» претерпевал эти трансформации, по всей планете стали появляться свои подобные дни, некоторые из которых приобретали официальный статус, а некоторые по сей день проводятся силами энтузиастов и общественных организаций. В большинстве стран, где появились подобные праздники, отмечается также и «День Земли».

## Дни посадки деревьев в разных странах[4]

### Россия
В России «Всероссийский день посадки леса» (апрель-май).
История появления этого мероприятия началась в XIX веке. В 1898 году в честь столетия Лесного департамента России празднование Дней древонасаждения стало отмечаться в конце апреля — начале мая. К 1902 году праздник проводился более чем в 40 губерниях Российской Империи. Активно мероприятия по посадке деревьев проводились в Ростове-на-Дону, где Праздник древонасаждения впервые проведён в 1910.
После Октябрьской революции традиция устраивать торжественные посадки деревьев возродилась. В 1920 году в Москве станция юных любителей природы в Сокольниках возродила проведение Дней древонасаждения. В гостях у школьников на этом празднике бывал и Владимир Маяковский.
В современной России, после пожаров 2010 года по инициативе Федерального агентства лесного хозяйства решено проводить экологическую акцию «Всероссийский День посадки леса». Во многих лесничествах регионов Российской Федерации, а также в городах и населённых пунктах идут субботники по посадке деревьев.
Всероссийский День посадки леса впервые был отмечен 14 мая 2011 года — именно 2011 год был провозглашен ООН Международным годом леса. По итогам акции в 2011 году было посажено почти 25 миллионов саженцев, общая площадь посадок составила более семи тысяч гектаров, а в мероприятии приняли участие более 200 тысяч добровольцев из 60 регионов. Эта экологическая инициатива была поддержана Правительством РФ, и национальный день посадки леса было решено проводить ежегодно. Официально мероприятия в рамках данной всероссийской акции проходят в течение месяца (в основном — это апрель-май). Хотя учитываются погодные условия, и в некоторых регионах основные мероприятия в честь этого дня проводятся чуть раньше или позднее, в более подходящее для конкретной территории время.
Акция освещается в СМИ. Лесничества берут на себя определение участков для посадки, готовят почву, обеспечивают посадочным материалом. Добровольцам выдается инвентарь, проводится инструктаж, как правильно посадить дерево. В этой акции принимают участие различные организации, в том числе студенты и сотрудники вузов.
Цель акции в том, чтобы поддержать идею возрождения лесов, способствовать экологическому воспитанию и развивать культуру поведения в лесах. Отметим, что с 1966 года в третье воскресенье сентября отмечается день работников леса, не имеющий отношения к этой акции.
В Московской области с 2015 года весенняя посадка леса с широким приглашением неравнодушных граждан осуществляется под эгидой акции «Лес Победы». В зависимости от погодных условий дата проведения праздника меняется от конца апреля до середины мая.

### Алжир
В Алжире «День посадки деревьев» отмечают ежегодно 27 октября.

### Бельгия, Италия, Лесото и Португалия
«День дерева» в Республике Италия, Бельгии, Португалии, и Лесото отмечается 21 марта

### Бразилия
В Бразилии «День лесопосадок» (Dia da Árvore) отмечают 21 сентября.

### Венесуэла
Венесуэла празднует этот день в последнее воскресенье мая.

### Германия
В Германии «День посадки деревьев» (Tag des Baumes) празднуется 25 апреля. Впервые отмечался в 1952 году.

### Египет
В Египте «День посадки деревьев» традиционно отмечают 15 января.

### Израиль
«Новый год деревьев» — праздник, имеющий религиозное (в иудаизме), экологическое и социальное значение. Отмечается в 15 день месяца шват по еврейскому календарю (обычно приходится на январь — февраль).

### Иран
В Иране праздник озеленения территорий отмечается 5 марта  (или 6 марта ).

### Казахстан
«Национальный день посадки леса» отмечается 2 раза в год (весной и осенью), в апреле и сентябре. Инициатор акции Фонд Земли "Устойчивое развитие" при поддержке Правительства Республики Казахстан.

### Камбоджа
В Королевстве Камбоджа «День посадки деревьев» проводится 1 июня.

### Кения
«День лесопосадок» в Кении празднуется 21 апреля.

### КНР
В КНР «День посадки деревьев» отмечают 12 марта.

### Китайская Республика
На острове Тайвань, в Китайской Республике, «День лесопосадок» отмечают вместе с КНР.

### Коста-Рика
В Коста-Рике «День лесопосадок» (Día del Árbol) отмечается 15 июня.

### Македония
В Македонии мероприятия по массовым посадкам деревьев проводятся 12 марта, начиная с 2008 года.

### Малави
В Малави «День посадки деревьев» традиционно отмечается во второй понедельник декабря.

### Мексика
Во второй четверг июля «День посадки деревьев» (Dia National de Arboles) отмечается в Мексике.

### Намибия
В Намибии «День лесопосадок» отмечают начиная с 2004 года, ежегодно, 8 октября.

### Нигер
Посадка деревьев традиционный ритуал в Нигере на День независимости (Independence Day) празднуется 3 августа.

### Польша
В Польше «день лесопосадок» проводится ежегодно, 10 октября.

### Центральноафриканская Республика
Центральноафриканская Республика отмечает этот праздник 22 июля

### Филиппины
На Филиппинах «День посадки деревьев» празднуют 25 июня.

### Шри-Ланка
Шри-Ланка празднует «день лесопосадок» 15 октября.

### Танзания
В Танзании «День посадки деревьев» проводится 1 апреля.

### Уганда
Уганда празднует эту дату 24 марта.

### Украина
Аналогичный праздник на Украине носит название «День окружающей среды» и появился он в связи с проведением в этот день Всеукраинской акции «Дерево — Жизнь». Проводится ежегодно, в третью субботу апреля.

### Южная Корея
«День посадки деревьев» в Южной Корее был установлен в связи с проводившейся правительством Пак Чон Хи широкомасштабной национальной кампанией по восстановлению лесов в этой азиатской республике. Первоначально восстановлением лесов занялись американцы, затем они перепоручили это местным и поощрили работу межгосударственным грантом. Корейцы с энтузиазмом взялись за дело, и вклад этой кампании в оздоровление экологической обстановки в регионе сложно переоценить. Сам же праздник и связанные с ним ритуалы лесопосадок «прижился» и стал традиционным национальным праздником. Отмечается он ежегодно, весной, 5 апреля.

### Япония
В Японии этот праздник отмечают 4 мая и, дословно, называют «День зелени».